# თ
Das T̕an (თ) ist der achte Buchstabe des georgischen Alphabets. Der Buchstabe stellt den Laut [tʰ] dar und wird im Deutschen mit dem Buchstaben T transkribiert.
Heute wird im Mchedruli-Alphabet nur noch das თ verwendet. Im historischen Chutsuri-Alphabet gab es noch den Großbuchstaben Ⴇ; das kleingeschriebene Pendant dazu war das ⴇ.
Es war dem Zahlenwert 9 zugeordnet.

Siegel der Stadt Tiflis mit dem Anfangsbuchstaben თ (t)

## Zeichenkodierung
Das T̕an ist in Unicode an den Codepunkten U+10D7 (Mchedruli) bzw. U+10A7 (Chutsuri-Großbuchstabe) und U+2D07 (Chutsuri-Kleinbuchstabe) zu finden.